# Senet

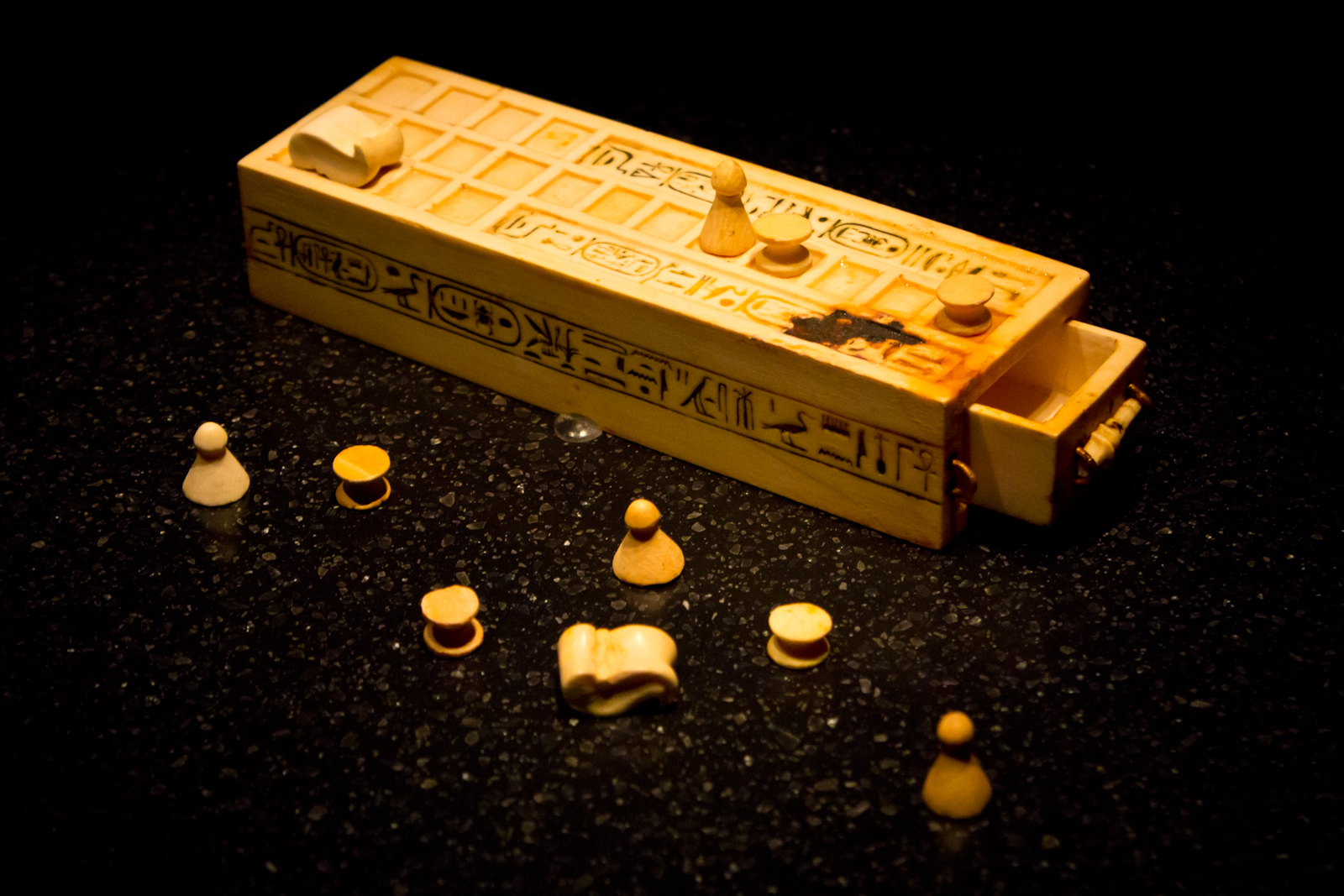
Senet

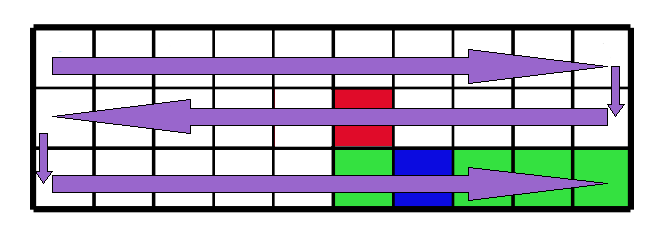
Pilar som visar hur man spelar Senet.

Senet är ett egyptiskt brädspel. Man har 5 pjäser av två olika färger (svart och vitt) på en bräda. Brädan är rektangulär och består av 30 mindre rutor, tio på bredden och tre på längden. Man lägger (på den sidan med tio rutor) varannan svart och varannan vit (man börjar med den vita). Vit slår "tärningspinnarna", som är fyra, halva blompinnar. En sida är alltså rund och den andra plan. Om spelaren slår så att:
- En plan sida upp = 1 steg
- Två plana sidor upp = 2 steg
- Tre plana sidor upp = 3 steg
- Fyra plana sidor upp = 4 steg
- Fyra runda sidor upp = 6 steg

Om man slår 1,4 eller 6, får man ett extra kast.
Förflyttningen sker från första raden åt höger, därefter flyttar man på andra raden åt vänster för att på tredje raden flytta åt höger igen. 
Flyttar du en pjäs till en ruta där det står en pjäs av motståndarens färg, "tar" du hans plats och han får flytta tillbaka till den ruta du kom ifrån. Man kan dock skydda sig genom att flytta två av sina pjäser till två rutor direkt efter varandra och bilda ett "block". Man kan också bilda en "Mur" med tre pjäser i rad, för att hindra motståndaren från att passera. Man kan alltså inte gå förbi tre pjäser på rad av motståndarens färg utan får då flytta bakåt istället enligt "tärnings-pinnarna".
På sista raden finns det fyra rutor med markeringar på. Den första, tredje och fjärde markerade rutan är "säkra" rutor, d.v.s. motståndaren kan inte ta din pjäs där. Den andra markerade rutan är däremot en "vatten-fälla". Hamnar du där, får du flytta tillbaka till mitten av brädet där det också finns en markerad ruta som endast används för detta ändamål). Står det en pjäs på denna ruta får du istället flytta tillbaka till första rutan.
Den som först får ut alla sina pjäser från brädet har vunnit.
Senet förekommer som minispel i datorspelet Pyramiden - Gåtan vid Nilens strand och som en uppgift i ett av spelen i serien av Tombraider.